# 特拉法加 (多米尼克)
特拉法加（Trafalgar）是加勒比海岛国多米尼克圣乔治区的一个内陆村庄，位于首都罗索西南部、靠近处于该国南部中心中的山峰三峰山。